# Plesiops multisquamata
Plesiops multisquamata és una espècie de peix de la família Plesiopidae i de l'ordre dels perciformes.

## Morfologia
Els mascles poden assolir els 25 cm de longitud total.

## Distribució geogràfica
Es troba a la costa est de Sud-àfrica.